# Покора (герб)
Покора (пол. Pokora) – шляхетський герб.

## Опис
У синьому полі срібна підкова кінцями вниз. У центрі в пос срібний ключ зубом вліво і вниз. В зубі вирізаний хрест, що ділить його на дві більш дрібні зуби. У клейноді три срібні пера страуса. Намет блакитний, підбитий сріблом.
Герб Покора II (із золотим ключем і п'ятьма страусовими перами у клейноді) - різновид з галицького гербовника.

## Гербова легенда
За Бартошем Папроцьким, на якого посилається Каспер Несецький у своєму гербовнику, герб постав від часів правління князя Владислава Германа: коли предок цього герба за якийсь excess pokutując, Рим зайшов, я від Папи отримав таку форму герба, що й саме ім'я цього герба Покора, він говорить, що є доказом. 

## Гербовий рід
Список гербового роду, що користується гербом Покора відомий з Гербовника польського Тадеуша Гайля:
Chmieliński, Cichnicki, Ciechnicki, Golimuntowicz, Gutwiński, Kęstowicz, Kiwilewski, Kossopolański, Kozopolański, Kulicki, Kuliński,
Lialański, Lichtański, Lichtyński, Lulkowski, Смирення, Pokorski, Rus, Polakowski, Полянський, Puntus, Puzik.